# カロリーナ・パラ
カロリーナ・モライス・パラ（Carolina Moraes Parra、1978年11月16日 - ）は、ブラジルのディスコ・パンク・バンド、CSSのギタリスト、ドラムス。グラフィックデザイナー。2004年バンドに加入。
CSS以外にも多くのバンド（Ultrasom、Caxabaxa、Verafisherなど）でも活動している。
椎間板ヘルニアを患っているため、重いものを持つことができない。